# مانتو هوگو
مانتو هوگو (انگلیسی: Hugo Mantel; ۴ مهٔ ۱۹۰۷ – ۱۱ فوریهٔ ۱۹۴۲) بازیکن فوتبال اهل رایش آلمان بود.
از باشگاه‌هایی که در آن بازی کرده‌است می‌توان به باشگاه فوتبال آینتراخت فرانکفورت، باشگاه فوتبال اینتر میلان، و باشگاه فوتبال درسدنر اشاره کرد.
وی همچنین در تیم ملی فوتبال آلمان بازی کرده‌است.